# 艾莉索峡谷天然气泄漏事故

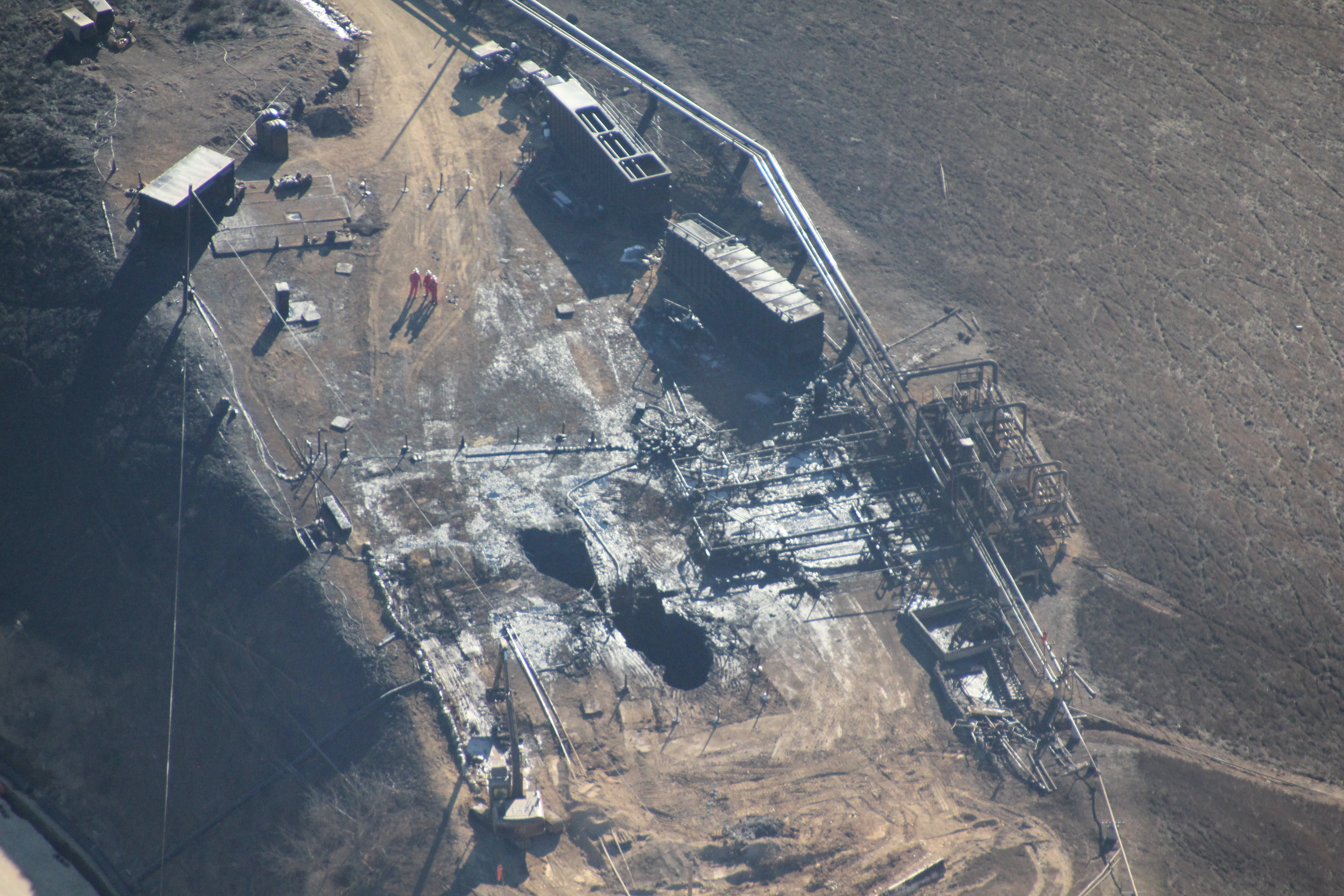
艾莉索峡谷SS 25井口，摄于2015年12月17日。留意中央的两个塌陷的大坑，显然是堵塞泄露油井造成的。

艾莉索峡谷天然气泄露事故（又称波特牧场气体泄露事故）指自2015年10月23日起加利福尼亚州洛杉矶圣塔苏珊娜山脉内靠近波特牧场的艾莉索峡谷地下储存设施发生的大规模、不可控、持续天然气泄露事故。此处是全美第二大天然气储存设施，隶属于森普拉能源的子公司南加州天然气公司。2016年1月6日，州长杰瑞·布朗颁布紧急状态令。艾莉索气体泄漏的碳足迹据称比墨西哥湾深水地平线泄露还要大。2016年2月2日，洛杉矶县就SoCalGas未及时通报泄露而对其提起刑事诉讼。指控包括2015年10月23日检测出泄漏后没有及时报告的三项罪名和一项自当天起“排放空气污染物”的罪名。

## 背景及过程
1938年在艾莉索峡谷发现石油后，保罗·盖提的潮水联合石油公司（Tidewater Associated Oil Company）驻扎此地生产石油和天然气，直至油田范围内最大的水库塞斯农-弗鲁水库（Sesnon-Frew Reservoir）在70年代初期被耗尽。1968年12月18日，由于某个油井的操作员拆掉两个气举阀，一次井喷造成的大火毁坏了设备，所幸未造成人员伤亡。盖提将一部分油田卖给了太平洋照明公司（Pacific Lighting Company），这家天然气公司在1972年把它的用途改为储存气体。与目前的做法不同的是，旧有的油井对周围的岩层不密封，包括他们经常超过一英里的钢套管。直到现在，“地面到油井底部的水泥使得管套更加强韧，保护他们免受水侵袭。”艾莉索峡谷天然气储存设备包括115个用管道连接到一个大容器的油井，“存有86亿立方英尺用来分发到住户、企业和洛杉矶盆地电力公司的天然气”。气田是全美同类中第二大的储存设施。
10月23日，南加州天然气公司（SoCalGas）在其每日两次的油井观测的其中一次中发现泄露。附近“高档的波特牧场”的居民据称他们当天还以为是住户的家中发生重大泄露。公司“挨家挨户稳定居民情绪，不承认有气体泄露，直至10月28日左右。”

## 调查
泄露出自一条位于8,750英尺（2,670）深注入油井的金属管道“Standard Sesnon 25”上的一片违规的7英寸（180mm）外壳。公司假设泄露不超过用于气体进出油井的柱子所处的500英尺深处。SS 25于1953年完钻，最初有一个安全阀，但在1979年因老旧和泄露被拆除。由于油井并不被认为“距公路或公园100英尺深或距住宅300英尺深，而无关紧要”，阀门仅仅是拆掉而不是换掉。德克萨斯州农工大学大气科学家史蒂夫·康利（Steve Conley）接受全国公共广播电台采访时表示，艾莉索峡谷的井口有61年历史，没有碰到过把它废掉的冲击。外壳失效的原因之一可能不单只是气体在油管中流动，还可能是“为了满足客户需求”而让气体流进外壳。
2015年12月7日，一条纪录波特农场社区上空出现甲烷气体燃烧产生的盘旋云的视频出现。该视频由红外摄像头拍摄，利用可见光不可能做到的方式捕捉到烟流的范围。

## 影响

### 当地社区
当地居民出现头痛、恶心和严重的流鼻血。每天大约有50名儿童因严重流鼻血去看校医。更多人眼、耳、喉咙受感染。到12月25日，波特农场附近超过2200户家庭暂时搬迁，超过2500多户家庭仍在处理中。截至2016年1月7日，2824户家庭大约11296人由南加州天然气公司迁出，同时6500多户家庭寻求帮助。两所学校在1月搬迁。

### 油井关闭
到2015年11月底，南加州天然气公司尝试六井闷井程序，将泥浆和盐水混合物泵入油井以组织气体流动，最后一次是在11月25日。由于结冰和每平方英寸2700磅的高上行压力，尝试宣告失败。
2015年12月4日，公司在哈利伯顿（Halliburton）子公司Boots & Coots的帮助下，将减压井钻入8000英尺深的岩盖。该减压井“类似于英国石油公司工程师在2010年深水地平线灾难后钻入的防止石油流入墨西哥湾的减压井”。他们的计划是一旦减压井可以安全泄气，将水泥泵送到主井。他估计到2016年2月24日就可以完成第一口减压井。公司计划钻探第二口减压井，估计泄漏维修至2016年3月底结束。
第七次用泥浆封堵泄露的尝试开始于12月22日，已在井口周围挖出一个25英尺深的坑，它将增加井喷的机会。该井需要用稳固的缆绳和停止在井的上方打水泥来固定。州监管机构越来越关心井口的稳定性。
1月份，公司寻求捕捉天然气并找机会点燃它的许可，但国家管理机构考虑到安全投票反对。截至2016年1月22日，主减压井已钻至8403英尺深。公司有望持续不断地定位并用水泥封堵泄露的管道。铺平主减压井表面和120英尺的油雾减排结构即将完成。

## 回应

### 气体排放
天然气由大量的甲烷组成，是一种无形无味的温室气体，其在20年的时间内使全球变暖的潜能比二氧化碳大86倍，拖尾在100年的时间内是二氧化碳的29倍。泄露指出释放出44000千克/每小时的甲烷（即每日1200吨甲烷），从每个月温室气体输出的方面来看，相当于20万辆汽车一年排放的量。2016年1月14日，《时代》杂志比较了每天排放的160万磅甲烷和6座燃煤发电厂（或220万头奶牛和驾驶450万辆汽车）的影响。截至2016年1月，按照加利福尼亚州空气资源委员会2015年12月22日发布的最新的甲烷测量值，峰值已从58,000±12,000  kg/h降至30,300 kg/h，相当于1411851辆汽车。艾莉索气体泄漏的碳足迹据称比墨西哥湾深水地平线泄露还要大。
加利福尼亚大学戴维斯分校大气科学家、科学航空（Scientific Aviation）创办人凭借一己之力测量了气体的排放量。他驾驶全国只有3到4架的配备空气分析仪的单引擎飞机飞越事发地上空采集空气样本。他表示，由于令人头痛的气味和令人作呕的动荡，在艾莉索峡谷飞行是“我所做过的最困难的事”。他最初怀疑读数，“认为（仪器）停止运作，因为这是我从来没见过的测量数值，比之前的要大得多。”他曾不约而同地就气体泄露接触加州能源委员会，表示如果他没有接触就动身的话，没人会知道泄露多么的严重。”
除了甲烷，气体泄漏还带出叔丁基硫醇、四氢噻吩和甲硫醇，这使得气体呈臭鸡蛋味。此外，气体还包含诸如致癌物苯等挥发性有机物。污染物可能会对该地区造成长远的影响。

### 批评
测量出泄露气体排放的大气科学家史蒂夫·康利曾指出，没有针对此类事件的快速反应计划：“我们没有任何测量这种巨大泄露或盯着他们解决问题的到位东西。”他建议道，合同必须要准备好，只有这样，“一旦发现泄露你就会得到命令，两个小时后去测量泄露。”
2016年1月11日，代表波特牧场的洛杉矶市议员米切尔·英格兰德（Mitchell Englander）批评公司“经营这种规模的设施，供应2000万个用户天然气”，却没有备份计划，拖延将必要的设备从海湾州分带进事发地的工作，“就像他们在特定情况下所做的”，迟迟不去捕捉“飘到人们的家中，把他们的汽车变成黑色”的卤水、石油和化学烟雾。”
生物多样性中心（The Center for Biological Diversity）批评布朗反应慢，“因为国家监督机构不干涉地下灌注，帮助埋下这场大灾难的祸根。多年来国家等着天然气基础设施衰老酿成灾难，但大多数官员忽略这些风险。”
石油工程专家批评明知道有泄漏，到6个星期后才钻减压井，而且到目前为止只钻一个井，而不是两个。
2016年1月，美联社报道称，公司正报告井周围空气的苯水平。

### 部门反应
两个星期之内发现“十二家或以上的地方和国家部门牵涉其中”。加州空气资源局从高楼、卫星和飞机上测量井周围地面的甲烷，向加州能源委员会和公司沟通结果:1，询问公司18个关于天然气、基本泄漏率和泄露的动态的详细问题:4–5 。联邦航空管理局宣布泄露地点上空进行临时飞行管制，直至2016年3月。2015年12月15日，洛杉矶全县宣布进入紧急状态。
当地居民呼吁州长杰瑞·布朗出面调停。他的妹妹凯瑟琳·布朗是持有南加州气体公司的森普拉能源董事局成员。州长于2016年1月4日视察地点和街区，1月6日宣布紧急状态。他要求加紧加州所有的天然气存储设施的巡查力度和安全措施，同时宣布禁止进一步在艾莉索峡谷注入气体。
当地卫生官员表示，长期接触某些化学物质可能会导致健康问题。
2016年1月，加州两名参议院要求美国司法部、美国运输部和美国国家环境保护局“合法分析任何可能牵涉到事件的联邦部门和一般的储存田地”，“技术上分析南加州天然气公司是否能更加迅速地减少在设施中储存的气体。”1月11日，四名加州参议员提交一项旨在通过一项立即暂停任何新注入的天然气和使用老式油井（SB 875）法律的法案，以确保公司支付住房、拆迁和应急费用，禁止加州公用事业委员会（California Public Utilities Commission）把那些费用分摊给纳税人，让公司支付费用，以减轻其效用利润（SB 876）带来的温室气体排放。SB 877要求所有14个地下天然气储存设施在未来12个月内进行检查，此后至少每年提高安全标准，如安装井下安全阀、采用新泄露检测技术、开发严格的应对计划。

### 法律诉讼
2016年2月2日，洛杉矶县就公司未及时通报泄露而对其提起刑事诉讼。指控包括2015年10月23日检测出泄漏后没有及时报告的三项罪名和一项自当天起“排放空气污染物”的罪名。